# Liste des abbés de Loc-Dieu
Liste des abbés de Loc-Dieu.
La liste des abbés diverge entre les sources, en particulier ceux portant le prénom de Guillaume.

## Abbés

### Abbés auXIIesiècle
- Guillaume, moine venu de l'abbaye de Dalon, élu en 1134.
- Amelius, élu en 1144, commence la construction de l’église en 1159. En 1152, l’abbaye de Loc-Dieu aide à la fondation du monastère de Chambons, dans le Vivarais, à quelques kilomètres de l’abbaye de Mazan, fondée en 1123.
- Guillaume II de la Cassagne, transféré à l’abbaye des Feuillants, au diocèse de Rieux, fondée en juillet 1162.
- Arnaud, élu en 1162. Toutes les anciennes fondations de Géraud de Salles, dont fait partie l’abbaye de Dalon, sont incorporées à l’ordre cistercitien, dans la filiation de Pontigny, en 1162.
- Étienne 1er, abbé en 1169, il est démis en 1175.
- Guillaume III de la Cassagne. Il avait déjà été abbé en 1162 - noté Guillaume II plus haut - avant d’être transféré. Il n’occupe ses fonctions que pendant 18 mois.
- Aubert, en décembre 1177. L’abbaye est couverte de dettes au moment de son élection contractées pour la construction de l’église, du monastère et peut-être du monastère de Chambons. L’abbaye de Dalon ne pouvant venir à son secours, il va d’abord chercher à affilier l’abbaye de Loc-Dieu à celle de Pontigny. Les moines de Pontigny ne pouvant subvenir aux fais abandonnent. L’abbé décide de soumettre en 1178 son abbaye à celle de Bonneval en échange de 20 000 sous. L’abbé de Bonneval envoya cette forte somme qui combla le déficit. L’abbé de Bonneval mis alors en commun les biens des deux monastères. Il reste abbé pendant quatre ans puis se démet.
- Pierre 1er, abbé en 1181.
- Guillaume IV. Il siégeait en 1191.

### Abbés auXIIIesiècle
- Guillaume V. Il est abbé en 1199. Certains auteurs font des deux Guillaume la même personne.

Il se démet en 1213. En 1212, l’abbaye de Dalon s’étant inquiété de l’annexion de fait de l’abbaye de Loc-Dieu par celle de Bonneval, l’abbé de Dalon obtient du Chapitre général de rendre l’indépendance à l’abbaye de Loc-Dieu, mais l’abbaye de Chambons devient la « fille » de Bonneval.
- Bernard 1er. Il est abbé jusqu’à sa mort en 1235.
- Jean 1er, élu le 13 juin 1235, mort le 19 octobre 1248.
- Pierre II, élu en novembre 1248. Il se démet après 18 mois.
- Gui 1er. Il est élu en mai 1249. Il meurt la même année.
- Jean II. Accusé d’avoir embrassé l’hérésie cathare, il est cité au chapitre général de Cîteaux en 1259. Convaincu d’avoir dépouillé une image de la Vierge de ses ornements, mangé de la viande les jours prohibés, il est déposé. Il lui est défendu de sortir du monastère, excepté pour aller travailler avec les autres frères.
- Bernard II, élu le 30 décembre 1260, meurt en août 1269.
- Bernard III, neveu du précédent. Il lui succède et meurt en 1281.
- Guillaume VI, meurt le 30 septembre 1301.

### Abbés auXIVesiècle
- Hélie, meurt en août 1320.
- Bernard IV de Saumade. Abbé le 1er septembre 1320. Il meurt en octobre 1324.
- Pons, abbé en 1324. Il se démet en 1357.
- Durand 1er de Prades. Il meurt en 1371.
- Jean III,  abbé jusqu’en 1380.
- Raimond 1er de Saumade, abbé de 1380 à 1392.
- Géraud Vincent, élu abbé le 30 octobre 1392. Mort le 30 novembre 1407.

### Abbés auXVesiècle
- Raimond Amélie 1er, abbé le 23 décembre 1409. En 1411, les Anglais pillent le monastère. Il se démit en faveur de son neveu.
- Raimond Amélie II, il meurt le 6 février 1428.
- Durand II de Prades, élu abbé le 3 avril 1428, il meurt en février 1434.
- Déodat de Firminhac, originaire de Conques. Élu quinze jours après le précédent en 1434. Il passe tout son abbatiat à reconstruire les bâtiments démolis par les Anglais ou à les réparer. Il se démet en 1446 en faveur du suivant.
- Étienne II de Rebayrol, Élu en 1446, il meurt en 1454.
- Pons-Guillaume II. Mort le 29 avril 1464.
- Durand III de Nadase a été abbé deux ans.
- Jean IV Boisset, abbé de 1466 à sa mort en 1468.
- Étienne III de Firminhac, élu le 1er octobre 1468. Il se démit en 1480. Il est mort en 1498.
- Raimond II de Firminhac. Il est mort le 6 décembre 1499.

### Abbés auXVIesiècle
- Guillaume VII ou IV, mort en 1511.
- Pierre III, mort le 1er mai 1523.
- Antoine de Volonzac-Malespina, se démet en 1538 en faveur du suivant, et meurt en 1542.
- Étienne IV de Volonzac-Malespina, neveu du précédent, meurt le 14 octobre 1557.
- Jean V de Lettes, premier abbé commendataire. Il était déjà évêque de Béziers et de Montauban. Il fait gouverner le diocèse de Montauban par  Pierre de Bisquère, évêque in partibus de Nicopolis (de), son grand vicaire. Ayant échangé l’évêché de Béziers contre l’abbaye de Moissac, il se rendit à Montauban. Étant tombé amoureux d'Armande de Durfort, veuve de Déjean de Bousquet, il achète la seigneurie de Beauvais, près de Montauban, pour mieux la rencontrer. Il se décide de se convertir au protestantisme pour pouvoir se marier. Craignant d'être puni, il se réfugie à Genève. Il achète à  proximité de Genève la baronnie d’Eaubon. Avant de partir pour Genève, il transmet l'évêché de Montauban et l'abbaye de Loc-Dieu à son neveu.
- Jacques Ier Desprez, fils d’Antoine de Lettes-Desprez de Montpezat, maréchal de France. Il est doyen du chapitre de Montpezat-de-Quercy et évêque de Montauban.
- Pierre IV La Clède, abbé de 1591 à sa mort en 1601.

### Abbés auXVIIesiècle
- Pierre V La Brune, abbé pendant deux mois.
- Gui II de La Porte, abbé de 1602 à 1604.
- Jacques II de Lévis de Pestels fut abbé de Loc-Dieu pendant trois mois. Sa mère, Jeanne de Lévis, comtesse de Caylus, avait reçu les revenus de l’abbaye sous les trois précédents abbé. À son décès, en 1622, la comtesse de Caylus donna l’abbaye de Saint-Georges de Salvagnac, dans le diocèse de Cahors.
- Jean VI de Lévis de Caylus, frère de la comtesse de Caylus, premier aumônier de la reine Marguerite de Valois. Il a été pourvu de l’abbaye en 1605. Il embrassa l’habit monastique et rétablit la discipline dans l’abbaye. Il se démet en faveur de son petit-neveu en 1623. Il meurt le 30 mai 1643.
- Gabriel de Lévis de Pestels de Tubières, nommé en 1623.Il meurt au séminaire de Saint-Sulpice en mars 1677.
- François de Fontanges de Maumont, mort le 16 août 1684.
- Claude Fleury, précepteur du prince de Conti, en 1672, puis du comte de Vermandois, en 1680. Il est nommé abbé de Loc-Dieu le 1er septembre 1684. Il devient sous-précepteur des ducs de Bourgogne, d’Anjou et de Berry, associé à Fénelon. Il se démit en 1706 après avoir reçu le prieuré d’Argenteuil.

### Abbés auXVIIIesiècle
- François de Carbonnel de Canisy, ancien évêque de Limoges, nommé le 4 avril 1706, il se démit peu après.
- Yves de Raymond-Modène de Villeneuve de Pomerols, successeur jusqu’en 1727.
- Louis-François-Joseph Boucaud, évêque d’Aleth, meurt le 6 décembre 1762.
- Joseph-Albert de Gaston, fils de Bernard, sieur de Larquiez et de Jeanne de Balzac. Il est abbé de Loc-Dieu en 1763. Il fut sous-précepteur des enfants de France, premier aumônier du comte d’Artois et évêque de Thermes in partibus. Il meurt à Paris en 1785.
- Charles-Édouard Drummond de Melfort, aumônier de Charles Édouard Stuart (1720-1788) qui fut son parrain, protonotaire apostolique. Nommé peu après la mort du précédent. Il le reste jusqu’à la Révolution. Meurt à Rome en 1840.